# Wielopraca
Wielopraca (ang. multiwork lub multiple jobholding) – świadczenie pracy albo wykonywanie zadań dla co najmniej dwóch, niezależnych od siebie pracodawców.
Wielopraca jest efektem rozwoju elastycznych metod zatrudnienia oraz elastycznego czasu pracy i może być potencjalnym remedium na złagodzenie problemu niedoboru talentów na rynku pracy, jak również wpływać może na tworzenie nowych miejsc pracy. Termin nie jest tożsamy z wieloetatowością, ponieważ polega na świadczeniu pracy dla co najmniej dwóch organizacji w ramach jednego etatu lub innej formy zatrudnienia. Nie jest też tożsamy z wielozadaniowością, która polega na łączeniu wielu zadań w jednym przedsiębiorstwie.
Z obliczeń Eurostatu wynika, że na terenie Unii Europejskiej najwięcej wielopracowników znajduje zatrudnienie kolejno w: Niemczech, Francji, Wielkiej Brytanii i Polsce (dane na pierwszy kwartał 2018). W latach 2005–2011 Polska zajmowała drugie miejsce w tym zestawieniu.